# Eupithecia dolorosata
Eupithecia dolorosata är en fjärilsart som beskrevs av Persall 1910. Eupithecia dolorosata ingår i släktet Eupithecia och familjen mätare. Inga underarter finns listade i Catalogue of Life.